# Слоёный торт (фильм)
«Слоёный то́рт» (англ. Layer Cake) — британский криминальный драматический триллер 2004 года, снятый Мэттью Воном, дебютировавший в качестве режиссёра. Сценарий был адаптирован Дж. Дж. Коннолли из его одноимённого романа 2000 года. Фильм был спродюсирован Адамом Болингом, Дэвидом Ридом и Воном, а Стивен Маркс выступил исполнительным продюсером. Название отсылает к социальным слоям, особенно в британском преступном мире. Сюжет фильма вращается вокруг лондонского преступника, которого играет Дэниел Крейг, который занимается торговлей кокаином и хочет уйти из наркобизнеса. В фильме также снимались Том Харди, Майкл Гэмбон, Колм Мини и Сиенна Миллер. Персонаж Крейга в фильме не назван по имени, а в титрах указан как «XXXX».
Фильм Слоёный торт собрал в прокате 11,9 млн долларов и получил в целом положительные отзывы критиков. Игра Крейга в этом фильме часто упоминалась как главный фактор при выборе его на роль Джеймса Бонда в 2005 году.

## Сюжет
Главный герой XXXX (иначе не назван) — лондонский дистрибьютор кокаина, который ненавидит насилие и действует с осторожностью и профессионализмом законопослушного бизнесмена. Его главные соратники — его напарник Морти и Джин, ирландский гангстер, который служит его связным с боссом мафии Джимми Прайсом. Как раз когда XXXX готов уйти из преступной жизни, его вызывают на обед к Джимми, который даёт ему два задания.
Первое — выследить Чарли, наркоманку, сбежавшую дочь одного из сообщников Прайса. XXXX привлекает мошенников Коди и Типтоуз, чтобы найти её; они узнают, что Чарли, по-видимому, похитили, но не могут выяснить, кто её похитил.
Второе задание — XXXX проконтролировать покупку миллиона таблеток экстази у «Герцога», мелкого преступника, который недавно вернулся в Лондон из Амстердама со своей девушкой Слэшер и бандой головорезов во главе со своим правым помощником Газзой. XXXX не знает, что герцог и его команда украли таблетки у банды сербских военных преступников. Он встречает безответственного племянника герцога, Сидни, и влюбляется в его девушку Тэмми. XXXX пытается стать посредником в продаже таблеток ливерпульским гангстерам Тревору и Шэнксу, но они отказываются, сообщая ему об их происхождении и о том, что мстительные сербы послали убийцу Драгана, чтобы вернуть таблетки и убить воров. Поскольку герцог упомянул свое имя сербам, XXXX также является целью.
XXXX устраивает свидание с Тэмми, но его похищают и доставляют к Эдди Темплу, богатому криминальному авторитету. Эдди объясняет, что Чарли — его дочь, которую он вернул; Джимми, недавно потерявший целое состояние из-за неудачных инвестиций, во всём виноват Эдди, хотел взять её в заложники, пока Эдди не возместит свои потери. Эдди даёт XXXX запись, раскрывающую, что Джимми работал информатором Скотланд-Ярда, планируя выдать XXXX полиции, как только таблетки будут проданы в обмен на иммунитет от его собственных преступлений и деньги XXXX. Эдди требует, чтобы XXXX продал ему таблетки вместо этого.
XXXX убивает Джимми у него дома, но позже обнаруживает, что его бухгалтер, соратник Джимми, исчез вместе с деньгами XXXX. Столкнувшись с Джином и Морти, он делится доказательствами предательства Джимми, и пара признаёт его новым действующим боссом. Джин показывает им труп Дюка, которого убил один из его людей, когда Слэшер пригрозил обратиться в полицию, если Джимми не поможет им выбраться из их ситуации. XXXX нанимает киллера, чтобы тот устроил засаду и убил Драгана, но Драган сначала убивает киллера и заставляет XXXX пообещать вернуть таблетки.
Сидни приводит XXXX в старое убежище Дюка, и, пока он пытается договориться с Газзой о таблетках, прибывает полиция. XXXX и банда Дюка едва избегают рейда, в то время как Драган издалека наблюдает, как конфискуются таблетки. Однако оказывается, что XXXX организовал рейд, а Коди и Типтоуз выдают себя за офицеров, чтобы захватить таблетки. XXXX доставляет отрубленную голову Дюка Драгану в качестве мирного предложения; удовлетворенный Драган сообщает сербам, что полиция изъяла наркотики. Сербы принимают потерю, которая оказывается небольшой суммой по сравнению с их общей производственной мощностью.
Когда XXXX и его команда прибывают на склад Эдди, чтобы продать таблетки, как и было условлено, приспешники Эдди освобождают их от наркотиков под дулом пистолета, и Эдди приветствует его в «слоеном пироге» преступной иерархии. Предвидя этот обман, XXXX организует Тревора и Шэнкса, чтобы они застрелили людей Эдди в вооруженном ограблении, забрали наркотики и продали их через Диззи, чтобы он мог расплатиться со своими счетами. Банда собирается на обед в загородном клубе Stoke Park, чтобы почтить своего нового босса, но XXXX отклоняет их предложение лидерства и следует своему первоначальному плану уйти в отставку. С Тэмми на руке он покидает клуб, но его подстреливает брошенный, но извиняющийся Сидни. Он падает, истекая кровью на ступеньках.

## В ролях
| Актёр             | Роль                |
| ----------------- | ------------------- |
| Дэниел Крейг      | XXXX                |
| Колм Мини         | Джин                |
| Кеннет Крэнем     | Джимми Прайс        |
| Джордж Харрис     | Морти               |
| Джейми Форман     | Дьюк                |
| Майкл Гэмбон      | Эдди Тэмпл          |
| Марчел Юреш       | Славо               |
| Том Харди         | Кларки              |
| Тамер Хассан      | Терри               |
| Бен Уишоу         | Сидни               |
| Берн Горман       | Газза               |
| Салли Хокинс      | Слэшер              |
| Сиенна Миллер     | Тэмми               |
| Декстер Флетчер   | Коди                |
| Луи Эмерик        | Тревор              |
| Стивен Уолтерс    | Шэнкс               |
| Пол Орчард        | Лаки                |
| Фрэнсис Мэджи     | лодочник Пол        |
| Драган Мичанович  | Драган              |
| Ник Томас-Уэбстер | Правая рука Драгана |
| Натали Луньи      | Чарли               |
| Джейсон Флеминг   | Безумный Ларри      |

## Отзывы и оценки
Фильм получил положительные оценки в прессе. По данным агрегатора Rotten Tomatoes, 
80 % из 142 обзоров были положительными. Сайт обобщает мнения критиков так: «Стилизованный, наэлектризованный британский криминальный триллер». На Metacritic рейтинг картины — 73 из 100 на основе 30 рецензий, что соответствует статусу «В основном положительные отзывы».

## Награды и номинации
| Награда | Категория                  | Номинант     | Результат |
| ------- | -------------------------- | ------------ | --------- |
| Империя | Лучший британский фильм    | Слоёный торт | Номинация |
| Империя | Лучший британский актёр    | Дэниел Крейг | Номинация |
| Империя | Лучший британский режиссёр | Мэттью Вон   | Победа    |